# The Distant Future
The Distant Future är en Grammy-vinnande EP av den nyzeeländska duon Flight of the Conchords. EP:n producerades av Mickey Petralia och spelades in i Los Angeles och New York. Livespåren är tagna från en spelning på Comix Comedy Club i New York.

## Låtlista
1. "Business Time" - 4:05
2. "If You're Into It" - 1:46
3. "I'm Not Crying" - 3:24
4. "The Most Beautiful Girl in the Room (Live)" - 5:10
5. "Banter (Live)" - 3:33
6. "Robots (Live)" - 5:00